# Itatiaya modesta
Itatiaya modesta is een spinnensoort in de taxonomische indeling van de kamspinnen (Ctenidae).
Het dier behoort tot het geslacht Itatiaya. De wetenschappelijke naam van de soort werd voor het eerst geldig gepubliceerd in 1915 door Cândido Firmino de Mello-Leitão.